# Synagoge (Zalaegerszeg)

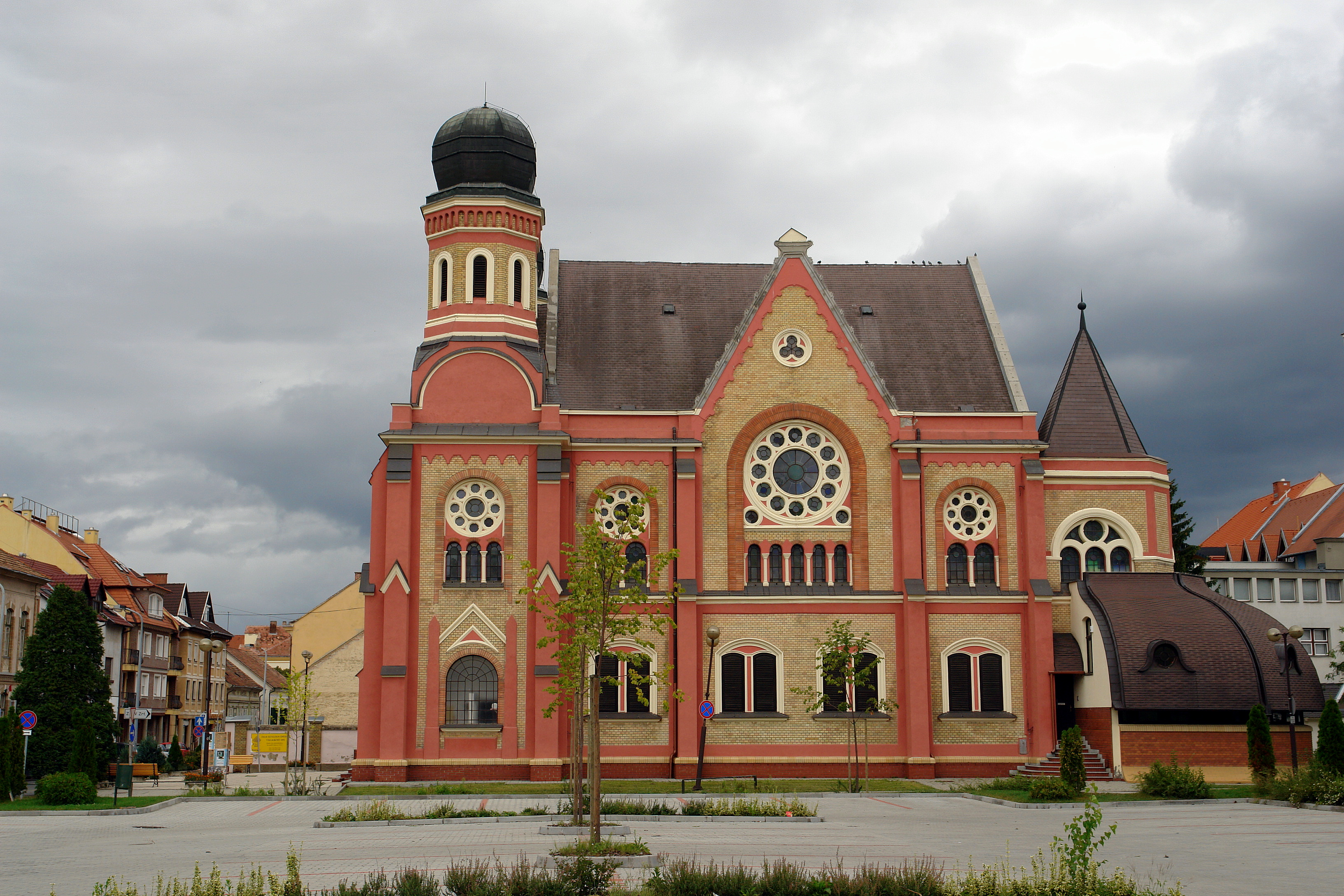
Synagoge in Zalaegerszeg

Die Synagoge in Zalaegerszeg, einer ungarischen Stadt und Verwaltungssitz des Komitats Zala, wurde 1904 nach Plänen des Architekten József Stern errichtet. Die profanierte Synagoge im Stil des Historismus wird seit der Renovierung im Jahr 1983 als Konzert- und Ausstellungshaus genutzt.
Die Besucher können sich im Synagogengebäude eine virtuelle Ausstellung über die jüdische Geschichte in Zalaegerszeg ansehen. Ebenso sind Kultgegenstände aus dem Besitz des Ungarischen Jüdischen Museums (siehe Große Synagoge in Budapest) und der jüdischen Gemeinde von Zalaegerszeg ausgestellt.